# DeSoto Series S
DeSoto Series S – samochód osobowy produkowany pod amerykańską marką DeSoto w latach 1931–1942 i 1946–1957.

## Galeria

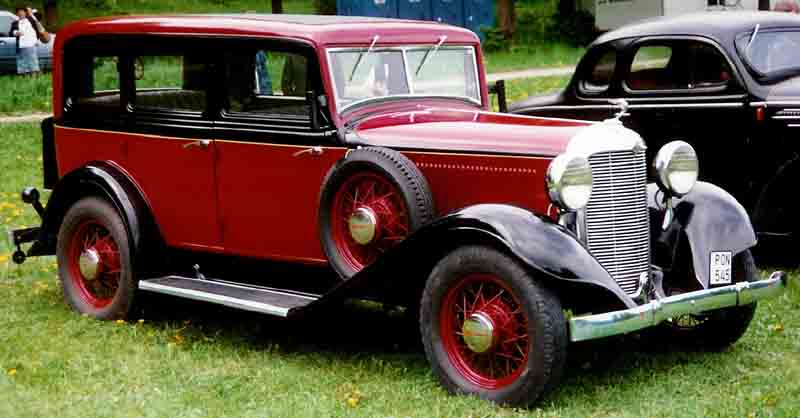
DeSoto Series S (1932)
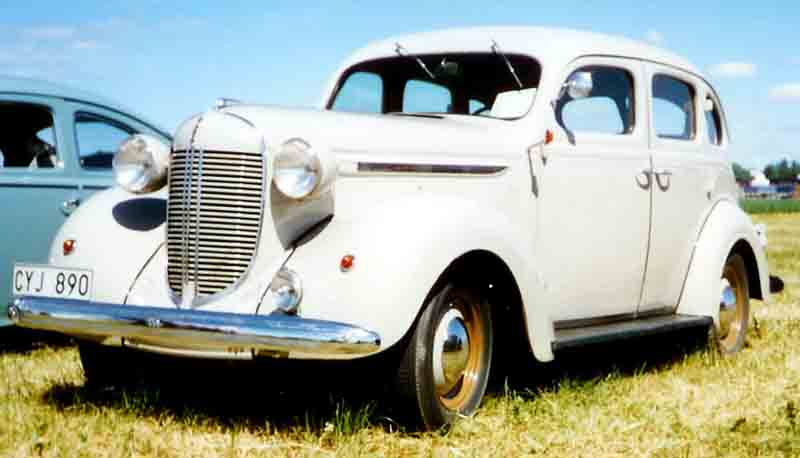
DeSoto Series S (1938)
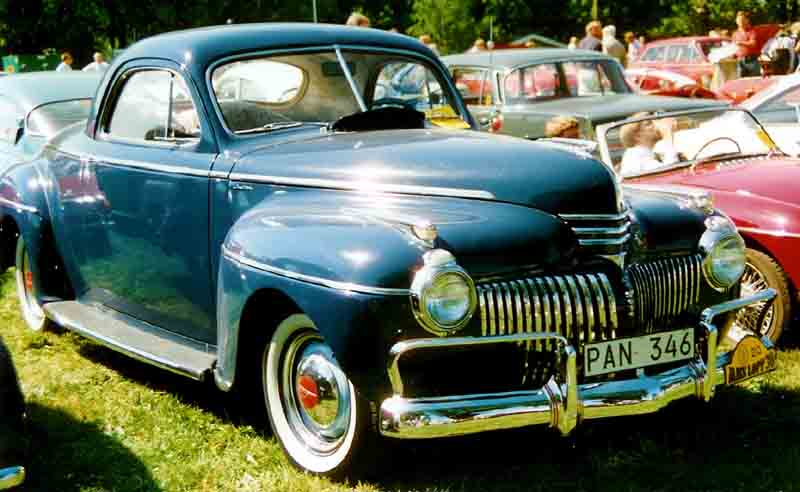
DeSoto Series S (1941)
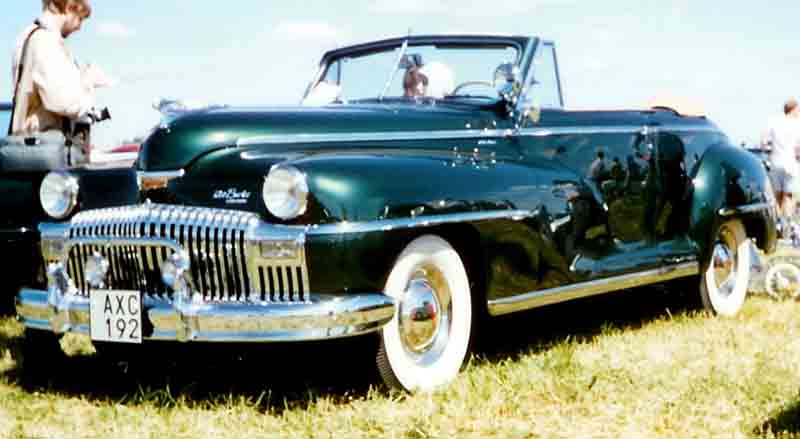
DeSoto Series S (1946)